# Anthony Newman
Pour les articles homonymes, voir Newman.
Anthony Newman, né le 12 mai 1941 à Los Angeles, est un organiste américain.

## Carrière
Anthony Newman étudie le piano et l'orgue. En 1959 il commence des études musicales à l'École normale de musique de Paris avec Alfred Cortot, Pierre Cochereau et Nadia Boulanger, à l'université Harvard (composition musicale), à l'université de Boston (orgue) avec Leon Kirchner et au Mannes College of music de New York avec Luciano Berio. Il reçoit le titre de Doctor of Musical Arts de l'Université de Boston en 1966. Il fait ses débuts à Carnegie Hall en 1967, dans un récital de clavecin à pédalier. Il fait ensuite d'importantes tournées comme claveciniste, organiste, pianiste et pianofortiste. Il enseigne l'orgue à la Juilliard School (New York), à l'université de l'Indiana, à l'université d'État de New York et à l'université de Californie à San Diego. Il donne également des cours d'interprétation. 
Il a publié des études sur la musique baroque (Bach and the Baroque : A performing Guide with Special  et des éditions critiques d'œuvres  pour orgue de Bach, Couperin et Vivaldi. 
Ses œuvres sont d'un style néo-baroque. 

## Source

### Dictionnaires et encyclopédies
- Alain Pâris, Dictionnaire des interprètes, Bouquins/Laffont, 1989, p. 645
- Theodore Baker et Alain Pâris (trad. Marie-Stella Pâris), Dictionnaire biographique des musiciens, R. Laffont, 1995 (ISBN 2-221-90103-7, 978-2-221-90103-8 et 2-221-06510-7, OCLC 896013421, lire en ligne)